# ウィリアム・キャヴェンディッシュ (第4代デヴォンシャー公爵)
第4代デヴォンシャー公爵ウィリアム・キャヴェンディッシュ（英語: William Cavendish, 4th Duke of Devonshire, KG PC FRS FSA、1720年5月8日 - 1764年10月2日）は、イギリスのホイッグ政治家。
1756年11月16日から1757年6月25日の間首相をつとめたが、実質的指導者はウィリアム・ピット（大ピット、後の初代チャタム伯爵）であった。大ピットは財政面の知識に乏しく、自らは南部担当国務大臣となり、第一大蔵卿（首相）をデヴォンシャーに任せて七年戦争の指揮にあたった。
1729年以前はキャヴェンディッシュ卿（Lord Cavendish）、同年から1755年まではハーティントン侯爵（Marquess of Hartington）の儀礼称号を名乗った。

## 生涯

### 初期の経歴
第3代デヴォンシャー公爵ウィリアム・キャヴェンディッシュとキャサリン・ホスキンス（1777年5月8日没、ジョン・ホスキンスの娘）の長男として、1720年に生まれ、同年6月1日にセント・マーティン・イン・ザ・フィールズで洗礼を受けた。1729年から1755年までハーティントン侯爵の儀礼称号を使用した。家庭教師のアーサー・スミス（後のダブリン大主教）から教育を受けた後、1739年から1740年にかけてスミスとともにグランドツアーに出てフランスとイタリアを旅した。

### 政界入り

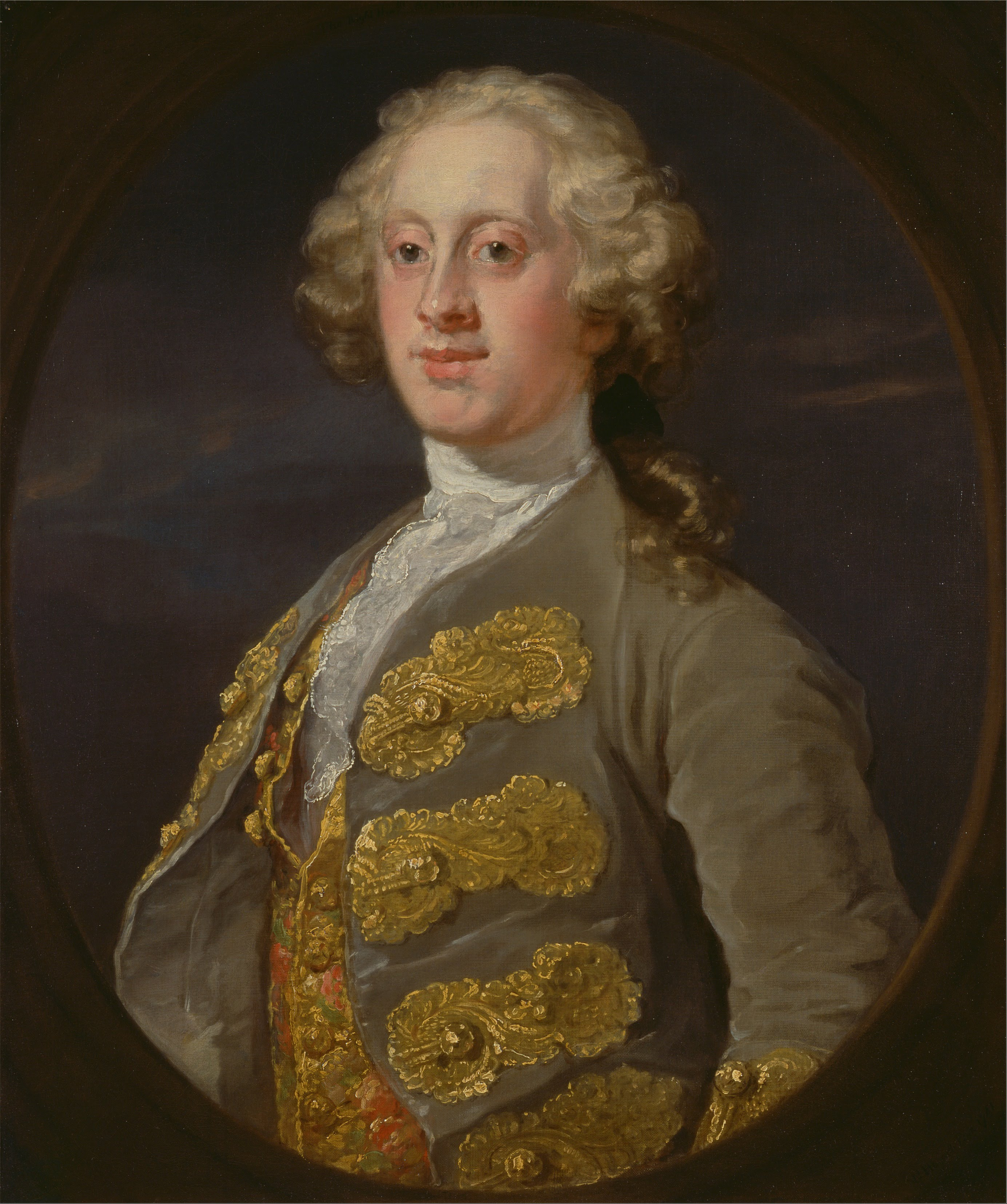
ウィリアム・ホガースによる肖像画、1741年。

成人直後の1741年イギリス総選挙でダービーシャー選挙区から出馬して庶民院議員に当選、1742年11月16日に初めて議場での演説をした。この時期はウォルポール内閣末期にあたり、ハーティントンは父とともにロバート・ウォルポールを支持したが、その後はヘンリー・ペラム派に転じ、1746年の「短命内閣」でペラムの政敵である第2代グランヴィル伯爵ジョン・カートレットが入閣を了承したときはグランヴィルの弾劾を提案した。
1747年イギリス総選挙で再選を果たすと、議会開会直後にアーサー・オンズローの庶民院議長再任を動議した。1751年に王太子ジョージ（後の国王ジョージ3世）の家庭教師への任命を打診されたが辞退した。
1748年に裕福な女相続人であるシャーロット・ボイルと結婚して広大な領地を獲得したことで政治における影響力が増し、1751年に主馬頭に任じられるとともに同年6月13日に「ハードウィックのキャヴェンディッシュ男爵」（Baron Cavendish of Hardwick）として貴族院に招集され（繰上勅書）、貴族院議員となる。また、同年7月12日に枢密顧問官に列せられる。1754年3月にはアイルランド大蔵卿に任命された。

### アイルランド総督として
1754年にヘンリー・ペラムが死去するとその兄にあたる初代ニューカッスル公爵トマス・ペラム＝ホールズを支持したため、1755年3月に初代ドーセット公爵ライオネル・サックヴィルの後任としてアイルランド総督を務めるようニューカッスル公爵から任じられた。この任命について、父にあたる第3代デヴォンシャー公爵がアイルランド総督として人気があったこと、ハーティントン侯爵が結婚によりアイルランドで広大な領地を持つようになったこと、アイルランドの有力者と姻戚関係にあったことにより、オックスフォード英国人名事典は適切な任命であると評価している。
同年、父の死により第4代デヴォンシャー公爵となる。
デヴォンシャー公爵が1755年5月に着任した時点のアイルランド政界はアイルランド庶民院議長ヘンリー・ボイルと第20代キルデア伯爵ジェームズ・フィッツジェラルド率いるアイルランド愛国派（Irish patriots）、アルマー大主教ジョージ・ストーンとポンソンビー家率いる総督派に分かれていたが、デヴォンシャー公爵は1756年春にボイルに年金とシャノン伯爵位を与えて議長職を辞任させ、ジョン・ポンソンビーを議長に押し上げつつ、総督不在時に政務を執る摂政（ロード・ジャスティス、lord justice）にはキルデア伯爵を任命し、ストーンに摂政就任を諦めさせるというバランス政策を採用した。これにより総督との対決姿勢を示した愛国派は不意打ちを食らって歩調が乱れ、デヴォンシャー公爵も絶大な人気を勝ち得た。

### 首相職
1756年に七年戦争が勃発するとイングランドでは指導者として大ピットを期待する声が高まるが、本人が初代ニューカッスル公爵トマス・ペラム＝ホールズの政権へ加わるのを拒否した。デヴォンシャー公爵は1756年10月にアイルランドから帰国したが、ちょうど同10月にヘンリー・フォックスが南部担当国務大臣を辞任して第1次ニューカッスル公爵内閣が崩壊、フォックスが組閣に失敗したため家柄と庶民院議員の経験やアイルランドでの人気によりデヴォンシャーが第一大蔵卿（首相）に推された（大ピットはフォックスの後任として南部担当国務大臣に就任）。首相就任直後の1756年11月18日にガーター勲章を授けられた。同年12月15日、ダービーシャー統監に任命された。
デヴォンシャーは大ピットとニューカッスル公爵が和解するためのつなぎ役とみられ、彼はアイルランド政界での任命と同じく党派性の薄い内閣を組閣したが、これは同時に内閣が不安定であることを意味した。そして、大方の予想通り、組閣からわずか5か月後に大ピットが辞任すると内閣が倒れ、デヴォンシャーの仲介もあり6月末にニューカッスル＝ピット内閣が成立した、デヴォンシャー自身は宮内長官に転じた。
デヴォンシャーの首相在任期は本土防衛の民兵隊の設立、フランス海岸への襲撃など多くの出来事と重なったが、いずれもデヴォンシャーというよりは大ピットの功績とされる。

### 晩年
宮内長官に転じた後も閣議に出席して、各党派の融和に努めた。やがて1762年5月にニューカッスル公爵が辞任すると、デヴォンシャー公爵は辞任せず閣議への出席を拒否したが、結局七年戦争の講和条約をめぐり後任の首相である第3代ビュート伯爵ジョン・ステュアートと決裂して1762年11月28日に宮内長官を辞任、国王ジョージ3世は激怒してデヴォンシャー公爵を枢密顧問官から解任した。以降はリンゴ酒税法案への反対に加わってビュート伯爵内閣の崩壊に一役買い、1764年10月にジョージ3世からダービーシャー統監を解任されるに至った。
1761年11月12日、王立協会フェローに選出された。1762年12月9日、ロンドン考古協会フェローに選出された。また、1761年7月4日にアイルランド枢密院の枢密顧問官への任命が公表されたが、就任宣誓を行わなかった。
その後健康を害し、温泉療養のために訪れていたオーストリア領ネーデルラントのスパで客死した。ダービーシャーのダービー大聖堂に埋葬されている。44歳で没しており、これは歴代首相の中でも最年少である。

## 人物
オックスフォード英国人名事典はデヴォンシャー公爵について、「リーダーというよりは政治の周旋屋であり、自身の人気と家系をうまく利用して、1750年代から1760年代初期にかけてダブリンとウェストミンスターの政治を主導した各党派の人物を仲介した」と評価し、「傑出した能力はないものの堅実である」と評した。ホレス・ウォルポールも「外面は洗練されておらず、内面はこれ以上洗練できない」("The Duke outside was unpolished; his inside was unpolishable")と評した。
政治における野心が薄く、国王ジョージ2世からの説得でしぶしぶ首相就任を受け入れたとされた。実際、デヴォンシャーの首相在任中に政治を主導したのはデヴォンシャー自身ではなく大ピットだった。
趣味は競馬であり、ジョッキークラブの創設者の1人だった。

## 家族
後に第6代クリフォード女男爵となるレディ・シャーロット・エリザベス・ボイルと1748年に結婚し、三男一女をもうけた。シャーロット・エリザベスは建築・美術収集家として知られた第3代バーリントン伯爵リチャード・ボイルの一人生き残っていた最後の娘で、この結婚によりアイルランド王国ウォーターフォード県のリズモア城、ロンドン、ピカデリー通りのバーリントン・ハウスやチジック・ハウス、ヨークシャーのロンデスバラ・ホールやボルトン修道院等の財産がデヴォンシャー公爵家へ渡った。
- ハーティントン侯爵ウィリアム・キャヴェンディッシュ （1748年 - 1811年） - 第5代デヴォンシャー公爵
- レディ・ドロシー・キャヴェンディッシュ（英語版） （1750年 - 1794年） - 第3代ポートランド公爵ウィリアム・キャヴェンディッシュ＝ベンティンク夫人
- リチャード・キャヴェンディッシュ卿（英語版） （1752年 - 1781年）
- ジョージ・オーガスタス・ヘンリー・キャヴェンディッシュ卿（英語版） （1754年 - 1834年） - 初代バーリントン伯爵（第2期）

2人の仲は良好であり、同時代の著述家メアリー・ウォートリー・モンタギューは1748年2月に（ハーティントン侯爵より）「これほど妻を喜ばせるのに適した男を私は知らない」（"I do not know any man so fitted to make a wife happy"）と述べた。しかし、シャーロット・エリザベスは1754年12月8日にわずか23歳で死去した。